# Louis Dupont (banquier)
Pour les articles homonymes, voir Louis Dupont et Dupont.
Louis Dupont (Barry, 26 juin 1795 - Valenciennes, 15 mai 1872) est un banquier du Nord de la France. Il fonde la banque Dupont, qui devient après fusion la banque Scalbert-Dupont.

## Biographie
Charles-Louis-Joseph Dupont, dont le prénom usuel était Louis, est né le 26 juin 1795 à Barry, dans le Hainaut, en Belgique actuelle. Il était le fils d'Adrien-Joseph Dupont, propriétaire de la Cense du Poncel, et de Marie-Anne Josèphe Chuffart. Orphelin à sept ans (ses parents furent emportés par l'épidémie de typhoïde), il est élevé par son oncle, Matthieu-Joseph Dupont, doyen des conseillers du roi, échevin de la ville de Douai, président de Chambre à la Cour royale de Douai, et son épouse Marie-Charlotte-Nathalie-Josèphe Duquesne. Il s'engage dans l'Armée en 1813, et participe comme adjudant à la campagne de Saxe.
Revenu à la vie civile après la bataille de Leipzig, il fonde en 1819 à Valenciennes la Caisse industrielle du Nord, qui deviendra la Banque Louis Dupont & Cie. 
En 1837, il constitue avec un associé la Compagnie des mines d'Hasnon. Les recherches de cette compagnie n'ont abouti à rien, mais elle parvient à obtenir des droits sur la concession de Vicoigne, et 25 % des parts de la compagnie des mines de Vicoigne, fondée pour l'exploiter. Quand en 1843, la Compagnie des mines d'Anzin rachète la Compagnie d'Hasnon, et surtout ses parts dans celle de Vicoigne, Louis Dupont obtient en contrepartie des parts dans la Compagnie d'Anzin.
Il épousa à Valenciennes le 24 mai 1826 Cécile Duquesne (1800-1859), présidente de la Conférence des Dames de Saint-Vincent-de-Paul et d'autres sociétés charitables, elle-même fille du banquier Alexandre Duquesne et de Marie Defrenne, et fut père de dix enfants, d'où une nombreuse descendance dans les grandes familles du Nord : Dupont, Dupont-Fauville, Dupont-Lhotelain, Butruille, Piérard, Delame-Lelièvre, Bizard, Toison, Collette, Debuchy, Doutriaux, Fourmeaux, Mottez, Sacré ...  
Conseiller municipal et maire adjoint de Valenciennes, il accueille l'empereur Napoléon III et l'impératrice Eugénie lors de leur visite à Valenciennes. Il fut également juge au Tribunal de commerce, administrateur de la Banque de France, lieutenant porte-drapeau de la Garde nationale, il meurt à Valenciennes le 15 mai 1872. À son décès, sa fortune est estimée à 1,3 million de francs or.
Il fonda en 1819 à Valenciennes puis Douai la banque Louis Dupont & Cie. Ses trois fils, Louis, Paul et Pierre, furent après lui gérants de la Banque Louis-Dupont & Cie. 
Il avait racheté en 1846 le magnifique hôtel du prince de Lambesc qui existe toujours à Valenciennes.
Son tombeau est visible au cimetière Saint-Roch de Valenciennes.